# Siriella quadrispinosa
Siriella quadrispinosa är en kräftdjursart som beskrevs av Hansen 1910. Siriella quadrispinosa ingår i släktet Siriella och familjen Mysidae. Inga underarter finns listade i Catalogue of Life.